# باولا ستيوارت
باولا ستيوارت (بالإنجليزية: Paula Stewart)‏ هي مغنية وعارضة وممثلة أمريكية، ولدت في 9 أبريل 1929 في شيكاغو في الولايات المتحدة.

## وصلات خارجية
- الموقع الرسمي
- باولا ستيوارت على موقع IMDb (الإنجليزية)
- باولا ستيوارت على موقع ميوزك برينز (الإنجليزية)
- باولا ستيوارت على موقع قاعدة بيانات برودواي على الإنترنت (الإنجليزية)
- باولا ستيوارت على موقع إن إن دي بي (الإنجليزية)
- باولا ستيوارت على موقع ديسكوغز (الإنجليزية)
- باولا ستيوارت على موقع قاعدة بيانات الفيلم (الإنجليزية)